# Benjamin Goriely
Benjamin Goriely, né le 22 août 1898 à Varsovie en Pologne et mort le 27 juin 1986 à Paris, est un écrivain, journaliste et traducteur français du russe vers le français.

## Biographie
Benjamin Goriely étudie à Kharkov en Ukraine avant 1918 . Il part à Moscou en Russie, entre dans l'armée en 1918 pour participer à la révolution d'octobre. Après cela, il part étudier à Berlin en Allemagne, mais s'installe à Bruxelles en Belgique, en raison de son intérêt pour la langue française.
Il publie la première anthologie de la poésie soviétique en Belgique, complétée par une édition française en 1934 : Les poètes dans la révolution russe. Benjamin Goriely traduit des textes russes pour Le Drapeau rouge. Il aura des contacts avec les revues La Lanterne sourde, Le Rouge et le noir et Sept Arts. Il collabore ensuite au journal Tentatives créé en 1928 par Albert Ayguesparse et Augustin Habaru. Il rencontre Charles Plisnier et René Baert. Il se rend à Paris à partir de 1930.
Il traduit Boris Pasternak, Alexis Nikolaïevitch Tolstoï, Velimir Khlebnikov, Vladimir Maïakovski, Cholem Aleikhem du russe vers le français.
Pendant la Seconde Guerre mondiale, il écrit deux grands poèmes inspirés par les persécutions antisémites : L'Homme aux outrages et Le chant du justicier. Il publie ensuite un essai Sciences des lettres soviétiques et la Correspondance de Tolstoï. Il rédige les articles sur les littératures soviétiques et slaves dans l'Encyclopédie de la Pléiade.
Il participe à la fondation de l'Association pour l'étude du mouvement dada et le surréalisme et publie les Avant-gardes littéraires en Europe chez Feltrinelli en 1968. Il collabore à plusieurs revues dont Esprit et il siège au comité d'honneur des Cahiers Georges Sorel de la Société d'études soréliennes.
Il meurt à Paris en 1986.

## Œuvres

### Œuvres publiées
- La Poésie nouvelle en URSS, Bruxelles, Éditions du Canard sauvage, 1928.
- Les poètes dans la révolution russe, Gallimard, Paris, 1934.
- L'Homme aux outrages, Paris, Éditions des Portes de France, 1947 (en frontispice, portrait de Benjamin Goriely par Nelly Marez-Darley.
- Science des lettres soviétiques, Paris, Éditions des Portes de France, 1947.
- Cette année à Jérusalem, Paris, Éditions Vineta, 1951.
- Le Chant du justicier, Paris, P.J. Oswald, 1953.

### Manuscrits
- Nul ne reconnaîtra les siens, tapuscrit en français, 518 p. Fonds Benjamin Goriely, bibliothèque de l’Alliance israélite universelle, Paris, cote AP 21/5 [6].

## Archives
- Inventaire du fonds d'archives de Benjamin Goriely conservé à La contemporaine.